# Jodis
Genre
Jodis est un genre de lépidoptères (papillons) de la famille des Geometridae, de la sous-famille des Geometrinae.

## Liste d'espèces
Selon BioLib (13 mars 2019) :
- Jodis albipuncta Warren, 1898
- Jodis amamiensis Inoue, 1982
- Jodis api Holloway, 1996
- Jodis argentilineata (Wileman, 1916)
- Jodis argutaria (Walker, 1866)
- Jodis coeruleata Warren, 1896
- Jodis colpostrophia Prout, 1917
- Jodis ctila Prout, 1926
- Jodis delicatula Warren, 1896
- Jodis dentifascia Warren, 1897
- Jodis fulgurata (Debauche, 1941)
- Jodis inumbrata Warren, 1896
- Jodis irregularis (Warren, 1894)
- Jodis kojii Yazaki, 1995
- Jodis lactearia (Linnaeus, 1758)
- Jodis lara Prout, 1926
- Jodis nanda (Walker, 1861)
- Jodis nepalica Inoue, 1987
- Jodis nitida Lucas, 1892
- Jodis niveovenata Oberthür, 1916
- Jodis orientalis Wehrli, 1923
- Jodis pallescens (Hampson, 1891)
- Jodis placida Inoue, 1986
- Jodis praerupta (Butler, 1878)
- Jodis putata (Linnaeus, 1758)
- Jodis rantaizanensis (Wileman, 1916)
- Jodis rectisecta Herbulot, 1985
- Jodis rhabdota Prout, 1917
- Jodis spumifera Warren, 1898
- Jodis subtractata (Walker, 1863)
- Jodis tibetana Chu, 1982
- Jodis undularia (Hampson, 1891)
- Jodis urosticta Prout, 1930
- Jodis vicaria (Herbulot, 1985)
- Jodis xynia Prout, 1917

## Espèces européennes
Selon Fauna Europaea (25 février 2023) :
- Jodis lactearia (Linnaeus, 1758)
- Jodis putata (Linnaeus, 1758)